# Komunikacja miejska w Prudniku
Komunikacja miejska w Prudniku – system transportu miejskiego w Prudniku, organizowanego przez gminę Prudnik, funkcjonujący od 1984. Przejazdy są nieodpłatne.
Obsługa komunikacji odbywa się przez firmy zewnętrzne wyłonione w drodze ogłaszanego co roku przetargu. Pierwszym przewoźnikiem komunikacji miejskiej był PKS Prudnik (1984–2004). Następnie obsługiwali ją prywatni przewoźnicy drogowi: PKS Connex Prudnik (2004–2008), Veolia Transport Opolszczyzna (2008–2013), Arriva Bus Transport Polska (2013–2019), Opolskie PKS (2019–2022), PUH „Fox” (od 2022).

## Historia
Komunikacja miejska w Prudniku rozpoczęła swoją działalność 28 maja 1984. Uruchomiono wówczas dwie linie autobusowe, obsługiwane przez PKS Prudnik. Funkcjonowało 13 przystanków, rozlokowanych wzdłuż ulic: Batorego, Chopina, Czerwonej Armii (ob. Armii Krajowej), Dąbrowskiego, Dworcowej, Dzierżyńskiego (ob. Nyska), Grottgera, Grunwaldzkiej, Jesionkowej, Kolejowej, Kościuszki, Powstańców Śląskich, Prążyńskiej (ob. Prężyńska), Staszica, Strzeleckiej, Wiejskiej, a także przy placach Waryńskiego (ob. Szarych Szeregów) i Wolności. Na potrzeby komunikacji miejskiej przeznaczono trzy autobusy. W 1988 wprowadzono dwa nowe autobusy marki Jelcz o większej pojemności.
Według rozkładu jazdy na 1996, w ramach komunikacji miejskiej w Prudniku funkcjonowało 20 przystanków, przy ulicach: Batorego, Chopina, Dąbrowskiego, Grunwaldzkiej, Jesionkowej, Kościuszki, Prążyńskiej, Staszica, Wiejskiej, przy placu Szarych Szeregów, przy cmentarzu, klasztorze franciszkanów, zajezdni PKS, fabryce mebli, dworcu kolejowym, basenie, a także przy gmachu sądu. Jeden z kierunków jazdy prowadził poza granice miasta, do wsi Pokrzywna.

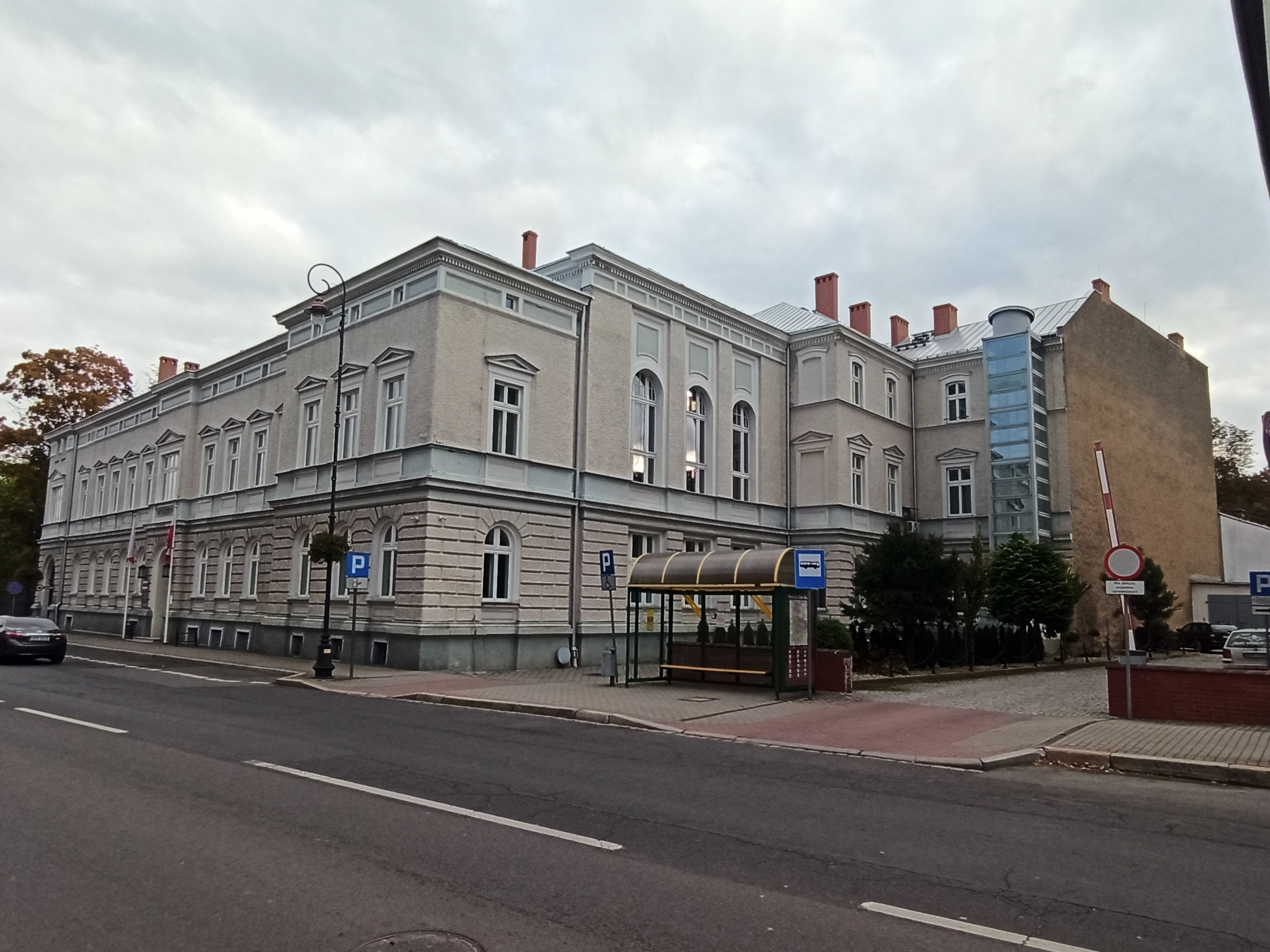
Przystanek przy Urzędzie Miejskim

W 2004 prudnicki PKS został sprywatyzowany z udziałem Connex Polska. Od tej pory komunikację miejską świadczyła prywatna spółka PKS Connex Prudnik. W 2008, w wyniku połączenia spółek PKS Connex Prudnik i PKS Connex Kędzierzyn-Koźle, utworzona została spółka Veolia Transport Opolszczyzna, w 2013 przejęta przez Arriva Bus Transport Polska. W 2019 Arriva wycofała się z Prudnika. Wówczas organizacją komunikacji miejskiej w Prudniku zajęła się spółka Opolskie PKS.

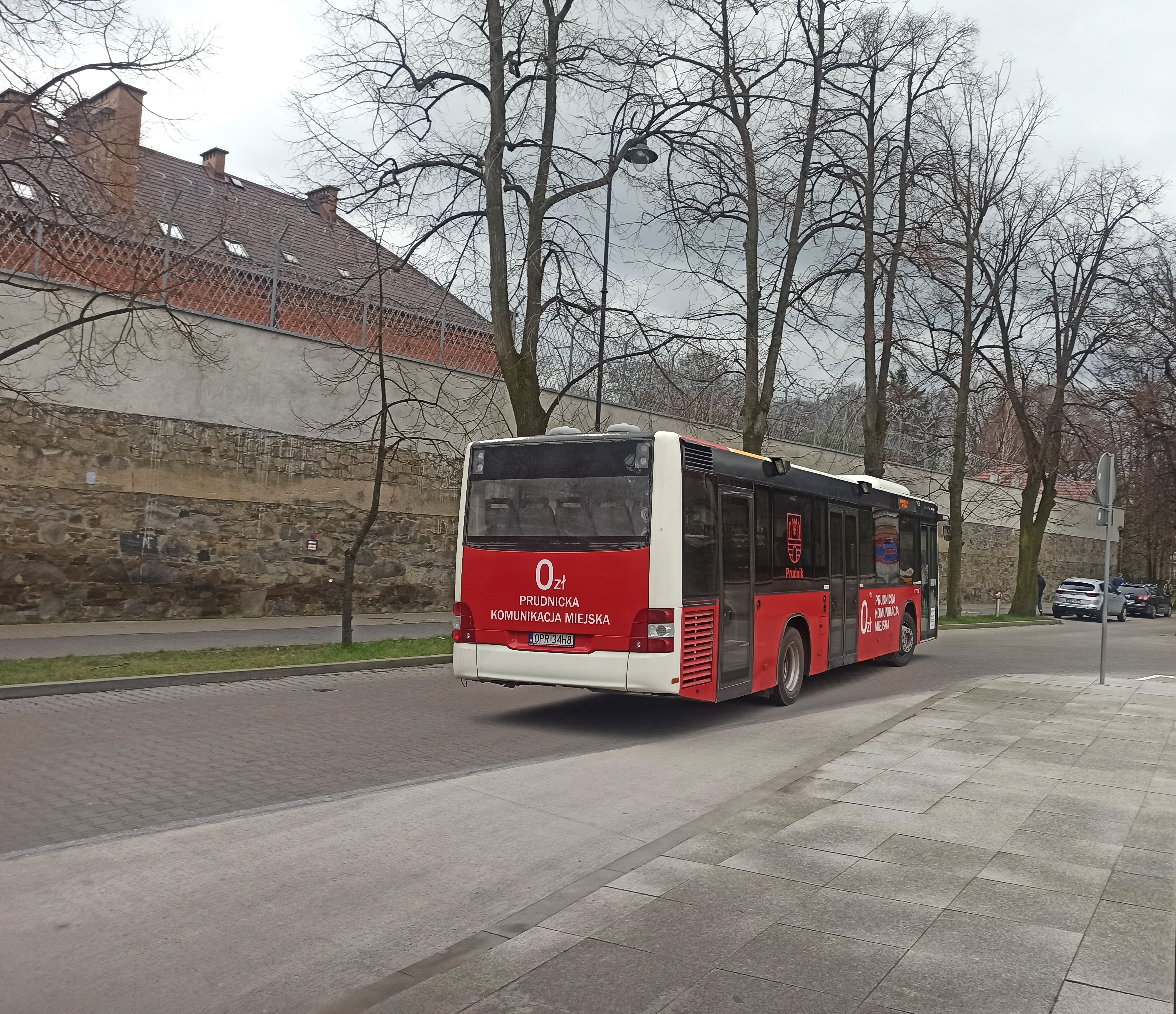
Autobus komunikacji miejskiej przy centrum przesiadkowym

W 2019 zmieniono organizację komunikacji miejskiej. Dotychczasowe kursy odbywające się nieregularnie zastąpiono kursami z regularną częstotliwością. Komunikację zapewniały dwa autobusy. Zgodnie z uchwałą przyjętą w 2021, komunikacja miejska w Prudniku została ustanowiona bezpłatną dla pasażerów. W 2022 przetarg na przewozy miejskiej komunikacji autobusowej wygrało Przedsiębiorstwo Usługowo-Handlowe „Fox”.

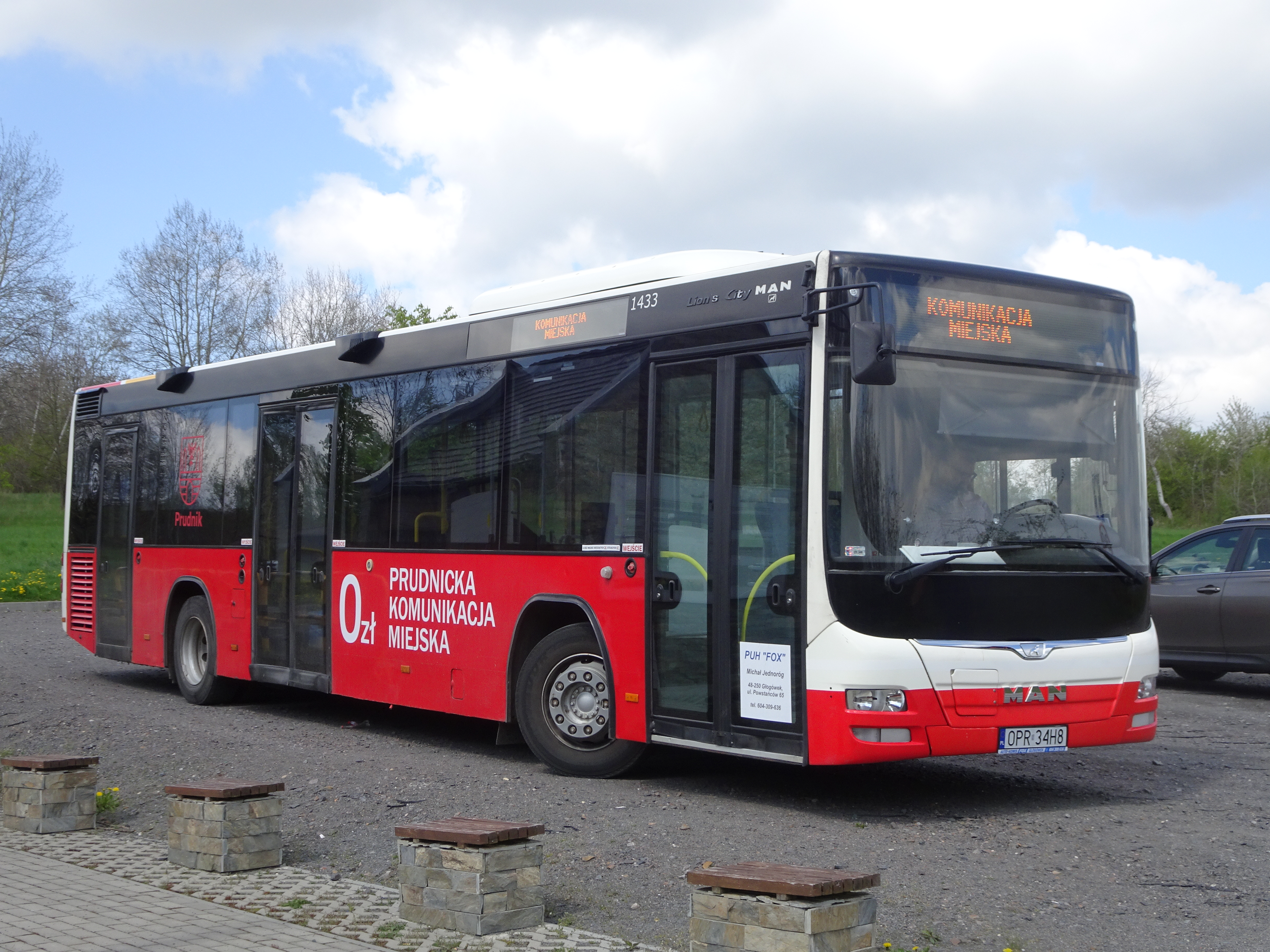
Autobus komunikacji miejskiej na parkingu przy ul. Poniatowskiego

W marcu 2024 Rada Miejska w Prudniku uchwaliła utworzenie nowych przystanków na ulicach Azaliowej, Asnyka i Legionów, a także pozyskanie kolejnego autobusu.

## Tabor
| Typ autobusu         | Rok produkcji     | Liczba |
| -------------------- | ----------------- | ------ |
| MAN Lion’s City LE   | 2011              | 1      |
| Mercedes-Benz O530 Ü | 2003              | 1      |
| Wszystkie pojazdy    | Wszystkie pojazdy | 2      |